# 旧衙门行宫
旧衙门行宫，俗称旧宫，位于北京市大兴区旧宫镇，是南苑的四大行宫之一（其他三个是新衙门行宫、南红门行宫、团河行宫）。现已无存。

## 简介
《日下旧闻考》卷七十四《国朝苑囿南苑一》记载：
旧衙门，宫门三楹，前殿五楹，二层、三层、四层殿宇各五楹。（《南苑册》）臣等谨按：旧衙门在小红门西南，建自前明，本朝顺治十五年重加修葺。前殿御书额曰：“阅武时临”，第三层殿御书额曰：“爽豁天倪”，东壁题联曰：“平野晴云横短障，满川烟霭润新犁。”东间为佛室，联云：“七宝荘严成满字，四花涌现得全提。”四层殿西间御书额曰：“清溢素襟”，东间联曰：“短长诗稿闲中检，来徃年华静里观。”中间联曰：“入座韶光发新藻，隔林山鸟试春声。”
乾隆九年御制旧衙门行宫叠壁间春晓之作：参差绿影到书帷，秋半何如春晓时。即景忽忘原是我，赓题试道复为谁。傥来生意菊含蕊，适去韶华花谢枝。（旧句花色才添四五枝。）却哂未能离结习，吟义犹自镇敲诗。
乾隆十八年御制旧衙门行宫即事诗：别殿前头书室连，修文曾记养疴旋。岂知近膝翻成背，（朕待皇子等素严，从未假之辞色，惟庚午年皇长子养疾于此，毎温谕冀其痊可，父子之情较切，不谓遂成永诀。驻跸思昔，不禁黯然。）尚冀承恩竟永捐。丙舍长眠又隔载，离宫不到已三年。凭参幻梦清宵里，一枕钟声古寺邉。
乾隆二十二年御制旧衙门行宫即事诗：朴斵轩楹翰墨筵，老榆晩菊景清妍。春秋搜狝寻常憩，来徃光阴卅五年。（予自十二岁随皇祖来此，至今盖三十五年矣。）见猎宁关动心喜，习劳率欲以身先。洛那服射非娴射，（时哈萨克使臣随围，无一善射者，然见驰马连中，无不心服国家弧矢之威。）示度因人有别权。
乾隆二十三年御制旧衙门行宫小憩诗：别馆向阳开，收围系玉騋。非关问花桞，率欲憩舆儓。春雨全滋藓，北寒始放梅。（是处书室前，种梅竹苍松。北方寒，向无植梅于地者，近始有之，虽成活，而开花必在二三月云。）小停旋移跸，匪为豫游来。
乾隆二十八年御制旧衙门行宫即事诗：别馆驻旌斿，森然古树稠。庭轩去卑湿，翰墨足优游。潦盛将成圮，年深事重（去声）修。（旧衙门行宫，盖仍明季所有，经百余年未大修葺。去岁霖潦漏圮益多，奉宸请内帑重修，焕然一新。）絜思杜甫什，不乐只生愁。
乾隆四十七年御制旧衙门行宫即事诗：庚子壬寅忽隔岁，只如瞬息度高奔。予兹十二侍圣祖，今乃七旬阅众孙。尘世流阴真是幻，胜朝徃事漫重论。拈毫新什续旧咏，戞戞难哉去陈言。
臣等谨按：旧衙门御制诸诗，谨绎有关纪述事实者，恭载卷内，余不备录。
荫榆书屋：三楹，在后殿，殿东转西为西书房，南为书室。（《南苑册》）臣等谨按：荫榆书屋额为皇上御书，联曰：“烟霞并入新诗卷，云树长开旧画图。”西书房之南书室中御书联曰：“雨足春郊亭皋开丽瞩，风清书幌花竹有真香。”
乾隆九年御制荫榆书屋作：（荫榆书屋，南苑旧行宫内曩时读书舍也。）佳荫满庭绿，窗半榻邈然。（有怀率尔成章。）我昔读书时，对榆写襟怀，我来读书舍，榆树依然佳。何人手种植，绿阴满空阶。抚兹重盘桓，不肯易以槐。（见《唐书·吴凑传》）春风韵谡谡，秋月影皑皑。罨窗纱绿绿，栖鸟鸣喈喈。占此书屋幽，安得常汝皆。
臣等谨按：荫榆书屋御制诗，恭载首见之篇，余不备录。

平台楼之东另一所，宫门三楹，内殿二层。（《南苑册》）臣等谨按：二层殿内联曰：“风经锦埭香犹细，鹤歩兰皋篆欲斑。”后为佛室。
旧衙门行宫原为明朝南海子内提督官署房，清朝顺治十五年（1658年）重修后改为行宫，康熙年间又名东宫。旧衙门行宫有宫门三楹，坐北朝南。前殿三楹，御书额曰“阅武时临”。二层殿、三层殿各五楹。三层殿御书额曰“爽豁天倪”；东间是佛室。四层殿西间御书额曰“清溢素襟”；后殿有“荫榆书屋”三楹，殿西有西书房。平台楼以东另一所宫室有宫门三楹，内殿二层。乾隆帝《旧衙门行宫》诗注云：“旧衙门，明季太监提督南海子者所居。其时朝政不纲，致阉寺擅权，营构宏壮，号称衙门。兹仍其旧名，亦足存鉴戒也。”旧衙门行宫内种植有松、榆、竹、菊、梅。
清朝末年，旧衙门行宫逐渐废弃。1927年，旧衙门行宫的房屋和围墙被奉军部队全部拆毁。旧衙门行宫的旧址位于大兴区旧宫镇原二队队部处。旧衙门行宫外面原来有一口石井，如今被村民掩埋。1984年10月进行实地考察时，院内尚有十多株榆树，粗壮者直径超过一尺。
旧宫以南，有一座小石桥，人称“旧宫南石桥”，又名“旧宫衙门桥”，位于旧宫镇旧宫二村。此桥为石墩台，石桥面，独孔如拱券。高九尺，桥长一丈二，桥面丈八宽。据史料记载，为明朝所建。该桥是大兴区最小的古桥。该桥作为“旧宫衙门桥”被列为北京市大兴区普查登记文物。